# Paris Roller Foot
Maillots
Paris Roller Foot est un club de rollersoccer français, fondé à Paris en 2008 dont l'équipe première évolue actuellement dans le Championnat de France de roller soccer poule Nord. L'équipe a remporté la zone Nord pour l'année 2012.
Historiquement fondé sous le nom de Paris Roller Soccer Club et issue d'une dissociation avec l'équipe Planet Roller, l'équipe se veut plus proche du football que du Roller. En 2009, afin d'obtenir davantage de stabilité et de reconnaissance, l'équipe s'intègre à l'association Shark Roller Club et choisit de porter le nom du club accueillant l'équipe de Roller Soccer. 
En 2012, contraint de quitter Epinay-sur-Orge, l'équipe se base à Vitry-sur-Seine et se renomme Paris Roller Foot et regroupe désormais les meilleurs pratiquants de Roller Soccer de la petite couronne[réf. souhaitée].
Voici le palmarès de l'équipe de Roller Soccer (depuis 2008)
- Finaliste Coupe du Monde des Clubs de roller soccer 2009 à Bruxelles
- Finaliste Coupe d'Europe des Clubs de Roller Soccer 2013 à Luc-sur-Mer [2]
- Demi-finaliste Coupe du Monde des Clubs de roller soccer 2012 à Marseille [3]
- Vainqueur Zone Nord Championnat de France de roller soccer 2012
- Finaliste Coupe de France de roller soccer 2009 à Épinay-sur-Orge
- 2e Championnat de France de roller soccer 2009

L'équipe compte aujourd'hui une quinzaine de membre et participe régulièrement aux Coupes d'Europe des Clubs et aux Coupes du Monde des Clubs.